# Kanton Argentré
Kanton Argentré (fr. Canton de Argentré) je francouzský kanton v departementu Mayenne v regionu Pays de la Loire. Tvoří ho devět obcí.

## Obce kantonu
- Argentré
- Bonchamp-lès-Laval
- Châlons-du-Maine
- La Chapelle-Anthenaise
- Forcé
- Louverné
- Louvigné
- Montflours
- Parné-sur-Roc